# Мура Лимпани
Дама Британской империи Му́ра Ли́мпани (англ. Moura Lympany, урождённая Мэ́ри Гертру́да Джо́нстон, англ. Mary Gertrude Johnstone; 18 августа 1916, Салташ, Корнуолл, Великобритания — 28 марта 2005, Горбьо, Франция) — английская пианистка.

## Биография
Родилась в семье армейского офицера и учительницы фортепиано, первые уроки фортепианной игры получила дома, затем училась в школе-интернате в Бельгии, занимаясь музыкой в Льеже. В 1929 году дебютировала на концертной сцене, исполнив Первый концерт Феликса Мендельсона с дирижёром Бэзилом Камероном; по совету Камерона выбрала для дальнейшей карьеры псевдоним, использовав для него девичью фамилию своей матери (в несколько изменённом написании) и русское уменьшительное от имени Мария (мать пианистки в своё время жила в Санкт-Петербурге и звала так девочку дома); по воспоминаниям Арама Хачатуряна, при встрече Лимпани предложила ему называть её Мурка.
Училась в Королевской академии музыки у Амброза Ковьелло, затем в 1932—1933 годах девять месяцев провела в Вене, занимаясь под руководством Пауля Вайнгартена. В середине 1930-х годов брала также частные уроки у Матильды Верн, а после её смерти, с 1937 года — у Тобайеса Маттея. По настоянию Маттея, учитывавшего давнюю связь молодой пианистки с Бельгией, Лимпани приняла участие в Международном музыкальном конкурсе имени Изаи (1938) и заняла на нём второе место (после Эмиля Гилельса), что принесло ей европейскую известность.
В апреле 1940 года Лимпани стала первой в Великобритании исполнительницей фортепианного концерта Хачатуряна, и это произведение надолго стало её визитной карточкой. Ещё до окончания Второй мировой войны она впервые исполнила его в только что освобождённых Париже, Брюсселе и Милане. В 1942 году Лимпани стала первой пианисткой, записавшей полностью Двадцать четыре прелюдии Сергея Рахманинова. Интерес к русской музыке получил развитие в творчестве Лимпани в 1947 году, когда она осуществила эффектную запись фантазии Милия Балакирева «Исламей». Среди её гастрольных поездок были выступления 1956 года в СССР и Чехословакии.
1950-е годы Лимпани провела, главным образом, в США в попытках организовать свою семейную жизнь во втором браке (единственный её сын умер ребёнком); здесь она также совершенствовала своё мастерство под руководством Эдуарда Штейермана. Концертные выступления Лимпани в США были не столь многочисленны, однако в 1957 году она дала успешное выступление в Карнеги-холле, участвовала в программах Йоркского концертного общества (англ. York Concert Society), организованного Хайнцем Унгером. Вернувшись в Великобританию в 1961 году после второго развода, пианистка некоторое время страдала от проблем со здоровьем (у неё был диагностирован рак груди), однако в конце концов полностью излечилась. Проводя по рекомендациям врачей много времени на юге Франции, в 1980 году она основала музыкальный фестиваль в городке Разигер недалеко от Перпиньяна. Концерты и записи Лимпани 1980—1990-х годов встречали восторженные отзывы критики; среди них выделяются новая запись прелюдий Рахманинова (1993) и запись прелюдий Фридерика Шопена (1995). В 1991 году королева Елизавета II возвела пианистку в достоинство Дамы Британской империи.